# Sefer Torah

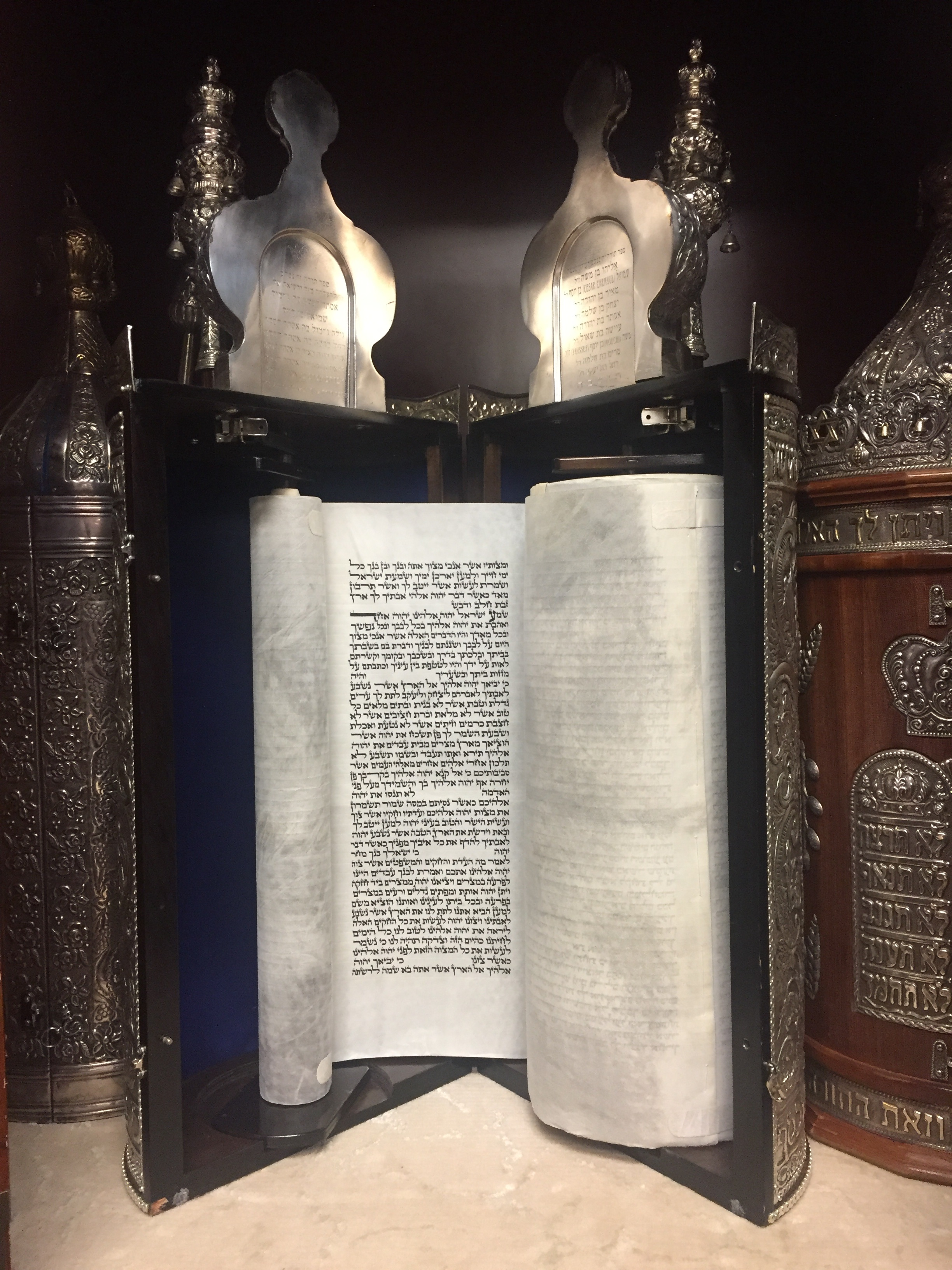
Un rollo de la Torá sefardí enrollado hasta el primer párrafo del Shema

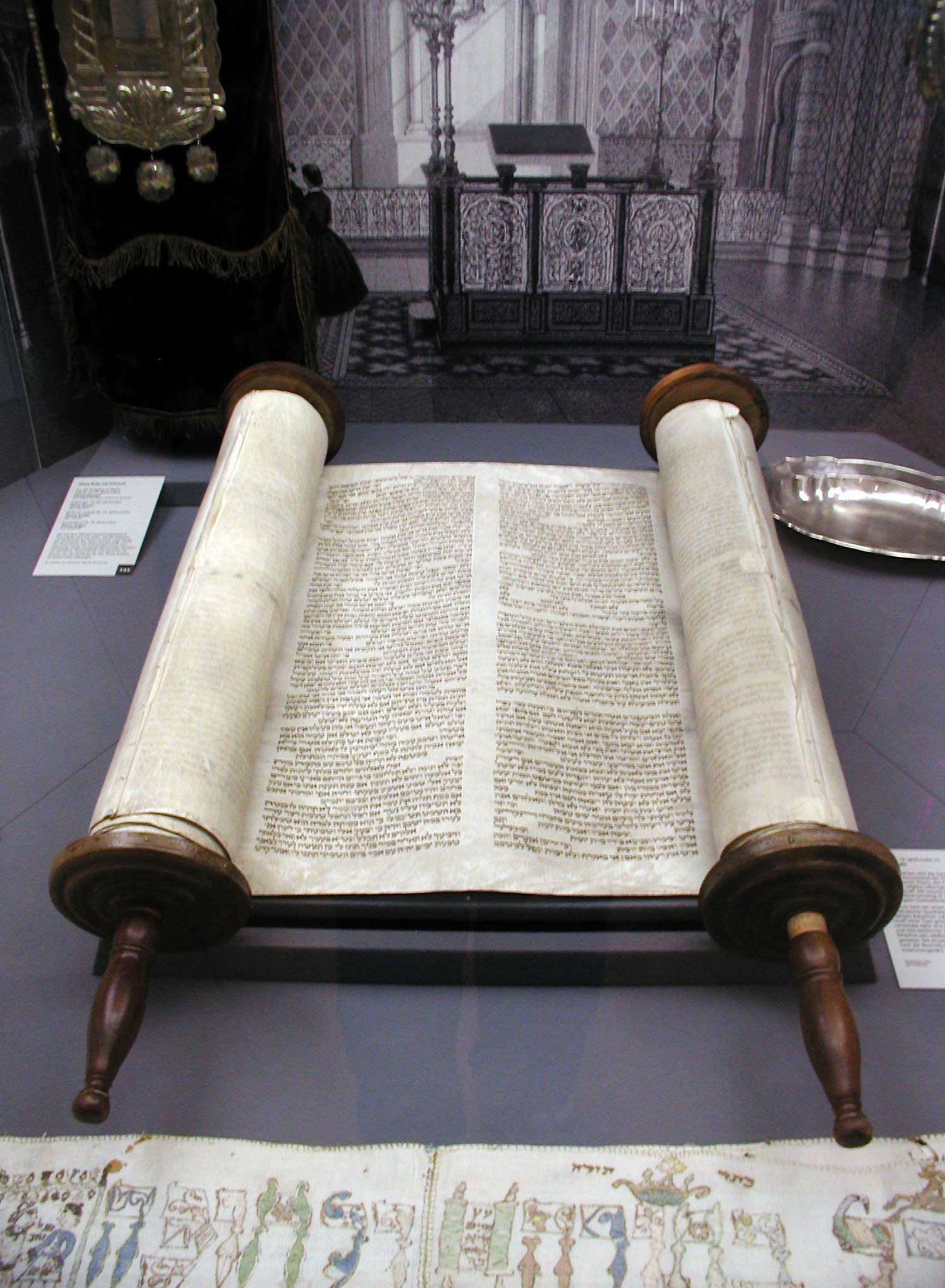
Un rollo de la Torá asquenazí enrollado en el Decálogo

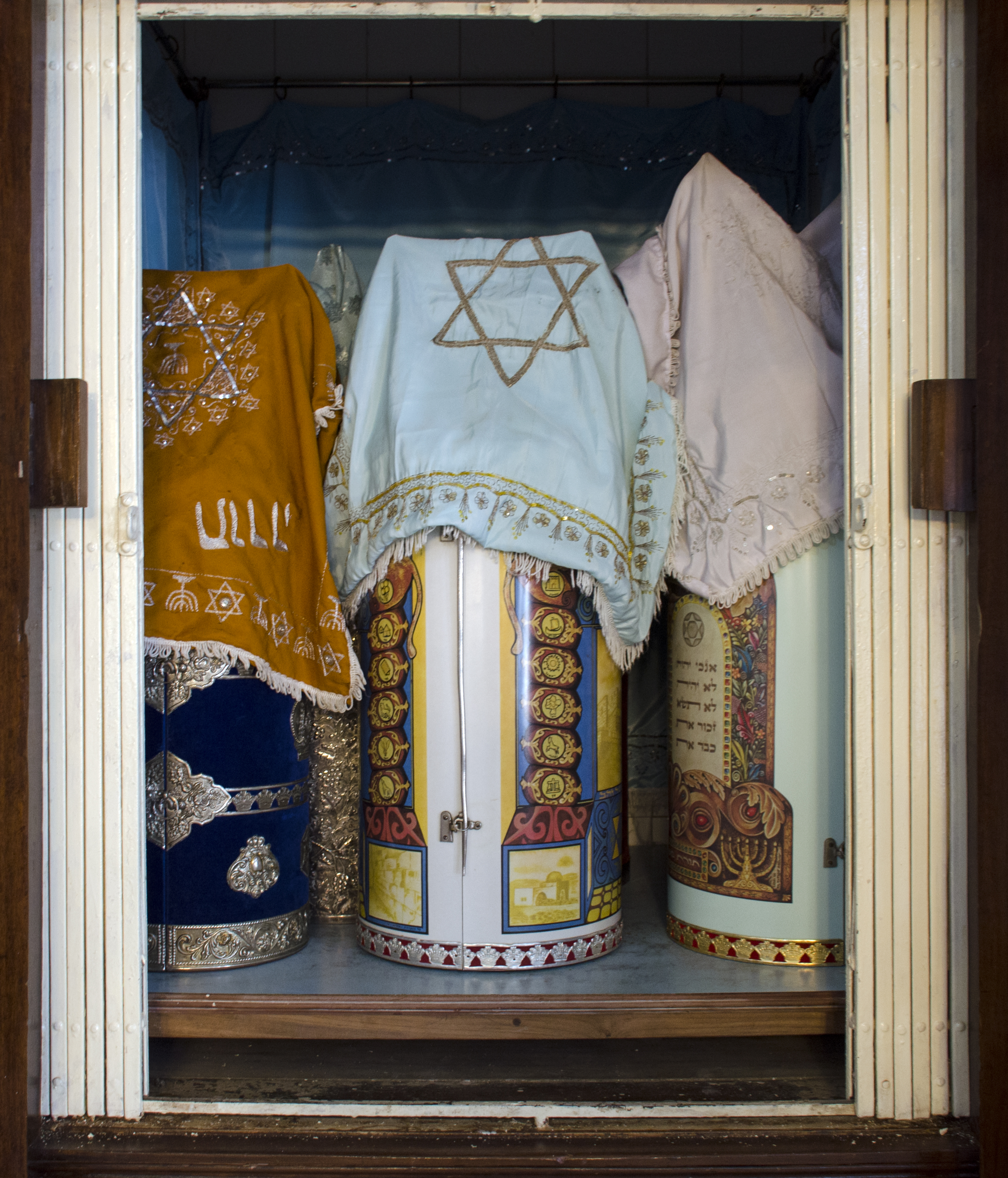
Estuches de la Torá en la Sinagoga Knesset Eliyahoo, Bombay, India.

Un «rollo de la Torá» (סֵפֶר תּוֹרָה, Sefer Torá, lit. «Libro de la Torá»; plural: סִפְרֵי תוֹרָה Sifrei Torah) es una copia manuscrita de la Torá, es decir, los cinco libros de Moisés (los primeros libros de la Biblia hebrea). El «rollo de la Torá» se utiliza principalmente en el ritual de la lectura de la Torá durante las oraciones judías. En otras ocasiones, se guarda en el lugar más sagrado de una sinagoga, el arca de la Torá, que suele ser un armario ornamentado con cortinas o una sección de la sinagoga construida a lo largo de la pared que mira más de cerca a Jerusalén, la dirección a la que miran los judíos, cuando rezan.
El texto de la Torá también se suele imprimir y encuadernar en forma de libro para funciones no rituales, llamado Jumash (plural Jumashim; «cinco partes», por los cinco libros de Moisés), y suele ir acompañado de comentarios o traducciones.

## Historia
Los hallazgos de Qumrán, Masada y las cuevas del refugio de Bar Kojba indican que los rollos bíblicos eran abundantes y circulaban ampliamente a finales del Segundo Templo de Judea.

### Pentateuco de un solo rollo
Los investigadores que trabajan en el Rollo de En-Gedi han llegado a la conclusión de que, en el siglo IV d. C., todavía no existía ninguna norma halájica que prescribiera que los rollos utilizados con fines litúrgicos debían contener todo el Pentateuco. En 2018, no se podían hacer otras declaraciones con respecto a cuándo surgió esta regla con algún grado de certeza.  Cabe señalar que, si bien la fecha determinada físicamente para el rollo apunta a los siglos III o IV, su texto ha sido datado paleográficamente por Ada Yardeni en el siglo I d. C. o a principios del siglo II a más tardar, una discrepancia no infrecuente en este campo, que podría retrasar en el tiempo toda la discusión.

### Pergamino de En-Gedi
El Pergamino de En-Gedi es un pergamino hebreo datado por radiocarbono del siglo III o IV d. C. (con un 88,9 % de certeza para el 210-390 d. C.), aunque las consideraciones paleográficas sugieren que puede remontarse al siglo I o principios del II d. C.  Se descubrió que el rollo carbonizado, encontrado «in situ» en el nicho de la Torá de la sinagoga, contenía una parte del Levítico, lo que lo convierte en la copia más antigua de un libro del Pentateuco jamás encontrada en un Arca Santa.  El fragmento de texto descifrado es idéntico a lo que se convertiría durante la Edad Media en el texto estándar de la Biblia hebrea, el Texto masorético, al que precede varios siglos; constituye, por tanto, la prueba más antigua de esta versión autorizada del texto. El rollo está muy carbonizado y fragmentado y fue necesario utilizar técnicas científicas no invasivas para desenrollarlo virtualmente y leerlo. 

## Uso
La lectura de la Torá de un rollo de la Torá o Sefer Torá está reservada tradicionalmente para los lunes y jueves por la mañana, así como para el Shabat, los días de ayuno y las fiestas judías. Se requiere la presencia de un quórum de diez adultos judíos (minyan) para que la lectura de la Torá se lleve a cabo en público durante el transcurso de los servicios de culto. Como la Torá se canta, un «yad» («mano»), un puntero de metal o madera con forma de mano que protege los rollos evitando el contacto innecesario de la piel con el pergamino, ayuda a seguir el texto, a menudo denso.
Todas las oraciones judías comienzan con una oración (berajá), dando gracias a Dios por revelar la Ley a los judíos (Matan Torá), antes de la lectura de la Torá y todos los días durante las primeras bendiciones de la oración de la mañana (Shajarit).